# میلتون (ماساچوست)
میلتون (به انگلیسی: Milton) شهرکی در شهرستان نورفولک ایالت ماساچوست می‌باشد که در سال ۱۶۶۲ بنیان‌گذاری شده‌است. این شهرک در سرشماری سال ۲۰۱۰ میلادی، ۲۷٬۰۰۳ نفر جمعیت داشته‌است.